# Вострая волость
Вострая во́лость — волость в составе Великоустюжского уезда Северо-Двинской губернии РСФСР (в 1918—1924 годах), Вологодской губернии (1796—1918). Волостной центр — Вострое.

## Состав волости
На 1893 год входила в I стан Вологодской губернии.
По данным на 1913 год входили 45 населённых пунктов
- Аксентьева (ныне — Аксентьево)
- Бобровское
- Большая Сельменьга
- Большедворская
- Боршевик
- Верхняя Тозьма
- Вострое (Вострая) — волостной центр
- Выползова
- Гледен
- Заболотье
- Карпово
- Килейная Выставка
- Кишкина (ныне — Кишкино)
- Копылова (ныне — Копылово)
- Кузеиха
- Курилова (ныне — Курилово)
- Малая Сельменьга (Малое Жупиково)
- Малая Сельменьга (Большое Жупиково)
- Медведева (ныне Медведево)
- Мельница
- Мыс
- Наволок (ныне — Наволоки)
- Нагарье (ныне — Нагорье)
- Озерки
- Олятовская
- Панфилиха
- Пахомиха
- Пепелье
- Плесо
- Плоскова
- Побоишное
- Подол
- Прудовая (выселок из д. Пустыня)
- Пустыня
- Семеновская
- Слудка (Нюксенский район) (выселок из д. Кишкина)
- Сокольня
- Солотное
- Стрелка (выселок из д. Выползова)
- Угол
- Чевноки
- Что при Бобрах
- Шевелева
- Щелуниха
- Яугыш